# Горносталіха
Горноста́ліха (рос. Горносталиха) — присілок у складі Підосиновського району Кіровської області, Росія. Входить до складу Яхреньзького сільського поселення.
Населення становить 6 осіб (2010, 19 у 2002).
Національний склад станом на 2002 рік — росіяни 100 %.